# شارع ابن يهودا (القدس)

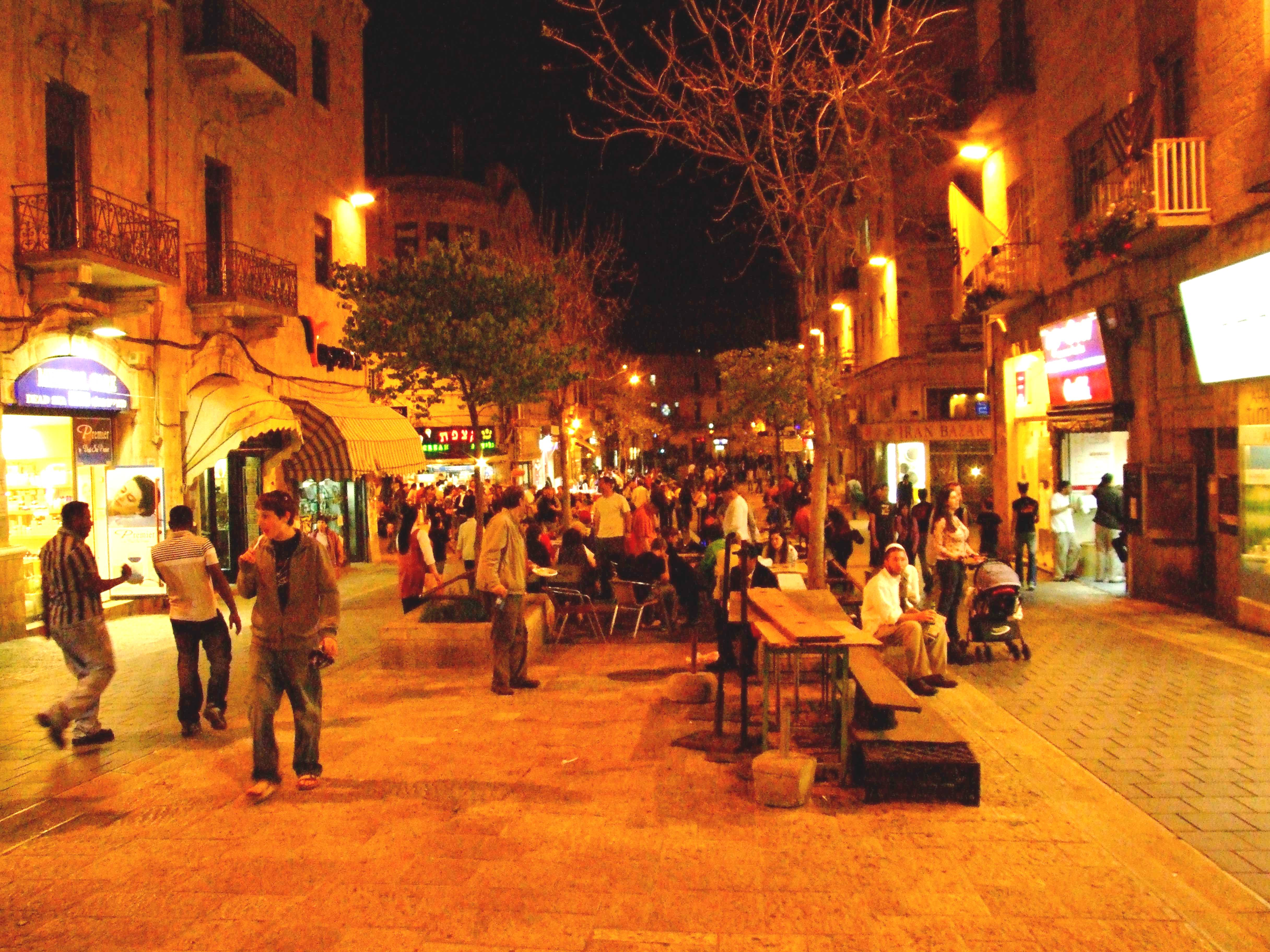
شارع بن يهودا ليلاً.

شارع بن يهودا هو شارع ومركز تسوق في وسط القدس، وسُمى باسم إليعيزر بن يهودا، تعرض للعديد من هجمات المقاومة الفلسطينية منذ عام 1948 حتى 2001.

## تفجير الشارع
قامت سيارة ملغومة بتفجير شارع يهودا عام 1948م.